# 탱크 바이애슬론

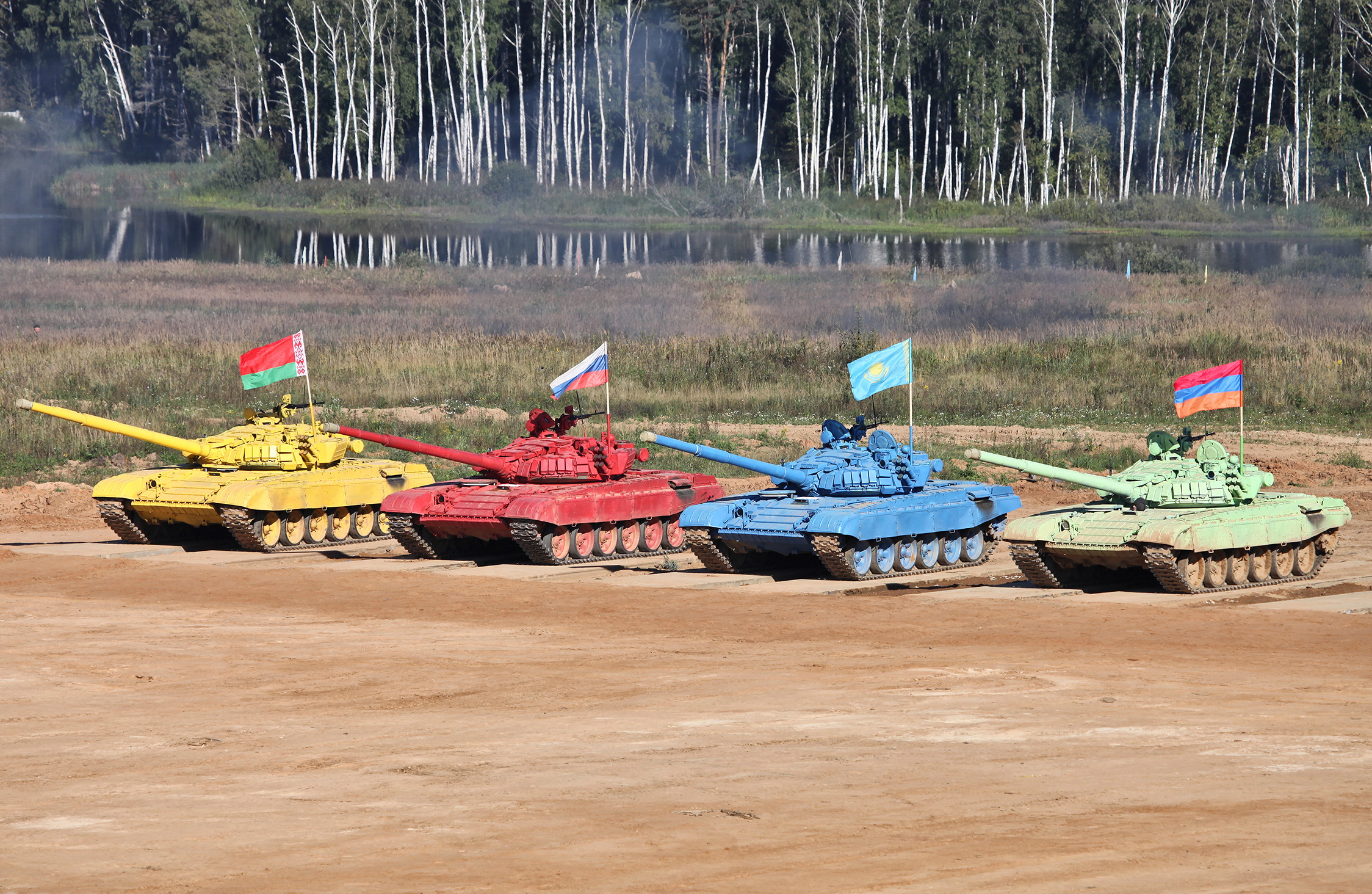
2013년

탱크 바이애슬론(Tank biathlon)은 러시아군이 연례 국제 육군 경기대회의 일환으로 개최하는 기계화 군사 스포츠 행사이다. 겨울 스포츠인 바이애슬론에서 영감을 받은 이 스포츠는 험난한 지형 통과 기술과 기동을 수행하는 동안 정확하고 빠른 사격 능력을 결합한 전차 승무원의 복잡한 훈련을 강조한다. 러시아 팀은 지금까지 참가자들 사이에서 가장 뛰어난 기술을 보여주었다.

## 설명
참여 탱크는 6~10km(3.7~6.2마일)의 3랩 경로를 주행한다. 첫 번째 랩 동안 승무원은 1,600m(5,200피트), 1,700m(5,600피트) 및 1,800m(5,900피트) 거리에 위치한 탱크 크기 목표물에 사격한다(승무원은 최신 사격 통제 시스템 없이 광학 장치를 사용하여 조준한다). 두 번째 랩에서는 대전차 박격포(RPG) 분대와 보병 부대를 모방한 다양한 표적이 발사된다. 이 표적은 600~700m(2,000~2,300피트) 거리에 있으며 7.62mm 동축 기관총으로 조준해야 한다. 3바퀴째에는 전차병들이 1,200m 거리에서 포탑에 장착된 중기관총을 이용해 대전차포 모양의 표적과 ATGM 부대를 향해 사격을 가한다. 한 번 이상 실수하면 500m(1,600피트) 길이의 추가 페널티 랩이 발생한다. 마지막 랩에서 탱크는 다양한 지형 장애물을 통과해야 한다. 장애물을 놓치거나 부적절하게 횡단하면 승무원의 최종 시간 기록에 10초가 추가된다.